# René de Saint-Prest

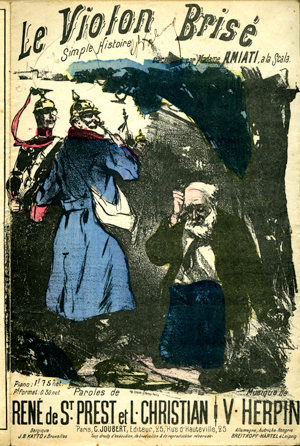
Le Violon brisé, illustration de Faria (couverture du petit format, 1885

Émile Henry Louis Delarue dit René de Saint-Prest, né le 16 février 1845 à Paris et mort le 24 mai 1905 à Paris 8e, est un chansonnier et auteur dramatique français.

## Biographie
Fondateur de la Revue La Vie artistique, courrier hebdomadaire des ateliers et des expositions (août 1882), célèbre pour avoir publié la troisième partie de l'Axël d'Auguste de Villiers de L'Isle-Adam en octobre 1883, on lui doit les paroles de près de trois cents chansons de la fin du XIXe et du début du XXe siècle sur des musiques, entre autres, de Tony Rieffler, Émile Duhem, André Colomb, Frédéric Bentayoux, Frantz Liouville, Paul Henrion, Charles Thony ou Gustave Goublier.
Son titre le plus célèbre reste Le Violon brisé (1876) qui était à l'origine interprétée par Thérèse Amiati, dont il existe plusieurs enregistrements et qui est repris dans l' Anthologie de la chanson française enregistrée - Les Années 1900-1920 (EPM Musique, 2007).
Son fils, également prénommé Émile (1884-1932), deviendra acteur de théâtre et de cinéma sous le nom d'Émile René ainsi que sa fille Christiane, qui fera carrière sous le nom de Christiane Desroches puis de Christiane Dix.

## Œuvres
Théâtre
- Les Ressources de Grand'maman, comédie en un acte et en vers, 1867
- La Réponse du berger, saynète-bouffe en 1 acte, avec René Gry, 1876
- Les Loups de mer, opérette en un acte, 1879 (sous son vrai nom)
- Amour et Brouillard, vaudeville en un acte, 1880